# Evern
Evern es un pueblo que forma una parte de la comunidad de la ciudad Sehnde, al sureste de Hannover. El documento más antiguo que se conserva que menciona a Evern data de 1117. 

## Geografía
Evern es parte de la ciudad de Sehnde en la región de Hanover de Baja Sajonia y tiene las siguientes lugares como pueblos vecinos:
- Lehrte en, el norte,
- Dolgen y Haimar, en el este,
- Klein Lobke, en el sur
- Rethmar en el este.

Un poco más al sur del pueblo fluye el Mittellandkanal. Evern es conectado a otros lugares por el Bundesstraße 65. Entre Evern y el parte más sur de Klein Lobke había un pueblo que ya no existe con el nombre de Schuttellobeke. Evern se encuentra en el área histórica del "Großes Freies".
Evern está, cómo su pueblo vecino Dolgen, en una morena antigua con una altitud de al menos 70 metros. Está altitud se puede ver bien de la calle desde Lehrte a Evern.

## Historia

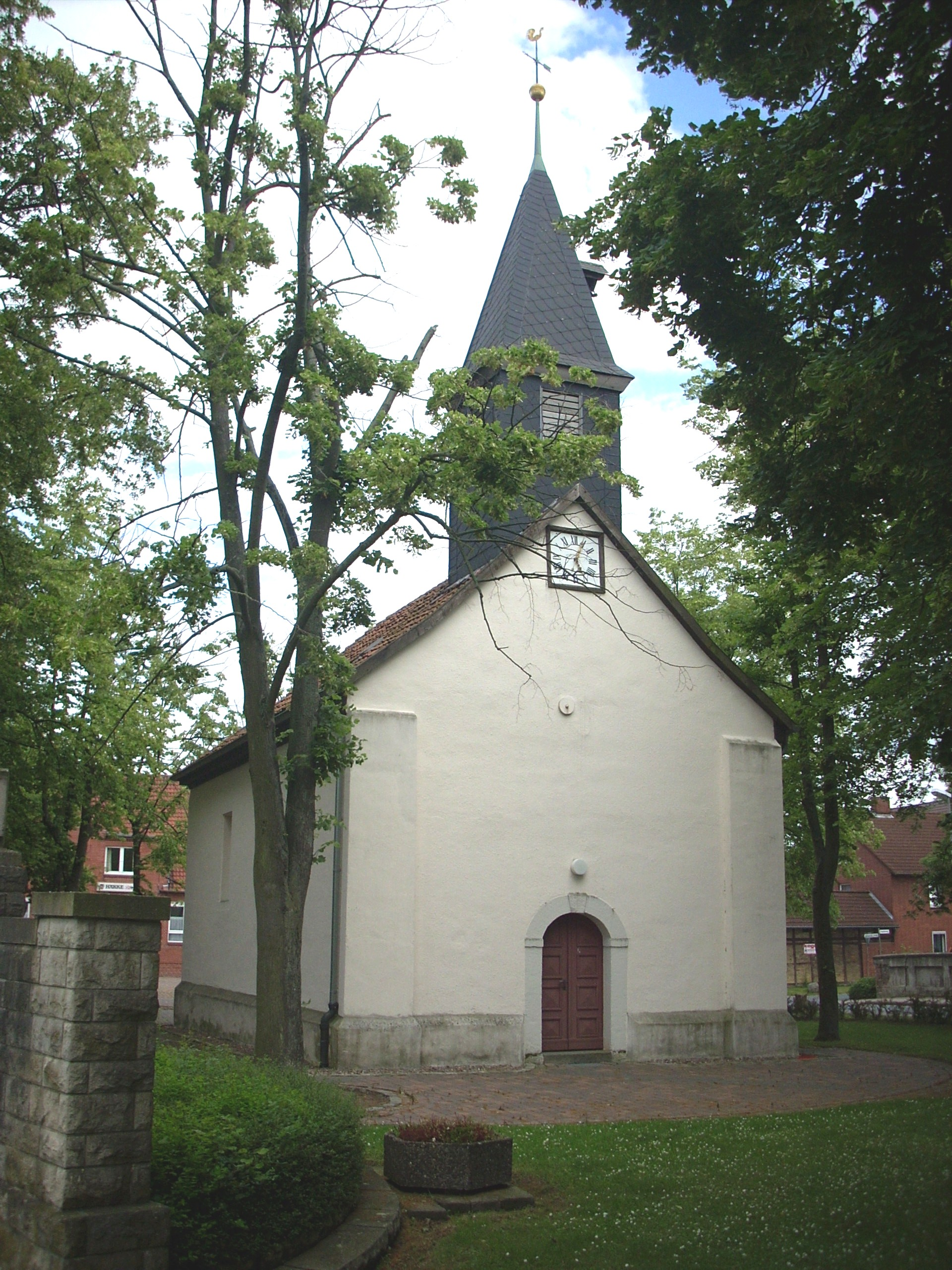
Capilla evangélica de San Jorge

En el pasado tuvo otros nombres como Eberen en 1117, Everinge en 1230, Everen en 1313, Evern en 1362, Everen en 1400, y Euern en 1558. Ese nombre se ha hecho a Evern en 1651 (la escritura de u y v ya no era concertado durante ese tiempo).
Investigadores de topónimos de renombre consideran posibles interpretaciones que apuntan a relaciones con palabras antiguas para agua, para orilla, para atrás o más alto, que corresponde a la situación topográfica en relación con los pueblos circundantes.
Hasta un incendio grave en 1825, Evern era un "typisches altsächsisches Haufendorf" (pueblo típico dividido). Hallazgos de la edad de Bronce cerca del Leierberg evidencian que había una colonización muy temprano.
A través de generosas donaciones a la Diócesis de Hildesheim, el Conde de Haimar pudo adquirir los derechos de la iglesia para Evern durante el 11. de Mayo 1117. Es el derecho canónico documentado más antiguo de la actual localidad de Sehnde.
En 1386, los condes de Saldern vendieron toda el pueblo al cabildo de Hildesheim .
Después de la "Hildesheimer Stiftsfehde" (disputa colegiada de Hildesheim), este hecho a menudo condujo a disputas judiciales sobre la jurisdicción entre el soberano de Guelph y el "Landesherr" (señor local) de Hildesheim. Solo un acuerdo realizado en 1621 reguló las responsabilidades del "Freigerichtes" (Tribunal Libre) de Evern. Este "tribunal civil y penal" posterior está documentado desde 1562 y se disuelto el 9 de noviembre de 1813. El sello original está en posesión del Stadtmuseum Köln.
A los habitantes de Evern les gustaba explotar estas disputas para sus propios metas. Así sucedió que la "Totengeläut" (campaneo del muerte) para el soberano de Lüneburg fue rechazada o al comienzo de la Reforma ningún residente de Evern participó en el servicio evangélico. Prefirieron ir a la diócesis de Hildesheim por el "Hilligenweg", que comenzaba al sureste del pueblo, para participar al servicio católico.
el 15 El 18 de junio de 1825 casi todo el pueblo fue arrasado por un incendio. En horas de la tarde, el fuego se propagó, presumiblemente desde una finca en el noreste de la ciudad. Un período seco que duró nueve semanas permitió que el fuego, ayudado por un fuerte viento del este, devorara rápidamente la antigua aldea con techo de paja. De las 57 casas y alquerías, sólo 16 permanecieron intactas. 278 residentes se quedaron sin hogar después del incendio.
A fines de 1826, la reconstrucción de Evern estaba casi completa. Las casas y patios de nueva construcción debían estar a una distancia segura de sus vecinos; el trazado de la carretera se rediseñó generosamente. Para crear el espacio necesario en el pueblo, algunos residentes tuvieron que abandonar su tierra ancestral. Sus casas y granjas se trasladaron al borde occidental de la ciudad. El agrimensor facilitado por la "Amt Ilten" (oficina de Ilten) se encargó de determinar la nueva distribución de las parcelas. Esto sucedió en parte debido a la protesta de los aldeanos.
En la segunda mitad del siglo XIX, la concentración parcelaria de Feldmark se llevó a cabo bajo la dirección del Consejo Económico Otto Haarstrich. La cantidad promedio de tierra propiedad de los agricultores se triplicó como resultado de la recuperación del área del antiguo bosque Steinwedel. Las carreteras que conducían a los pueblos vecinos se reubicaron en rutas parcialmente nuevas a través del centro del distrito. Las calles del pueblo estaban empedradas. Se erigió un monumento en la estación de bomberos actual en memoria de Otto Haarstrich.
el 31 de agosto de 1898, Evern se conectó a la "Überlandstraßenbahn-Netz" (red de tranvías interurbanos electrificados). A partir de este momento, el tranvía partió del pueblo vecino de Haimar a través de Evern hasta Hannover . La ciudad no solo debe este hecho a una rápida conexión de transporte, sino también a un suministro temprano de electricidad. Además del transporte de pasajeros, el transporte de mercancías por ferrocarril también supuso un gran paso adelante en su momento. Se colocó un revestimiento en la estación de bomberos actual específicamente para el manejo de mercancías. La línea de tranvía fue reemplazada por servicios de autobús en 1935. Excepto por algunos cambios en las calles y los asentamientos en el sur de Eichenkamp (década de 1960) y en el campo de deportes (década de 1980), Evern adquirió su apariencia actual en el siglo XIX.
El 1. de marzo de 1974, Evern se incorporó a la comunidad que hoy es la ciudad de Sehnde.

## Religión

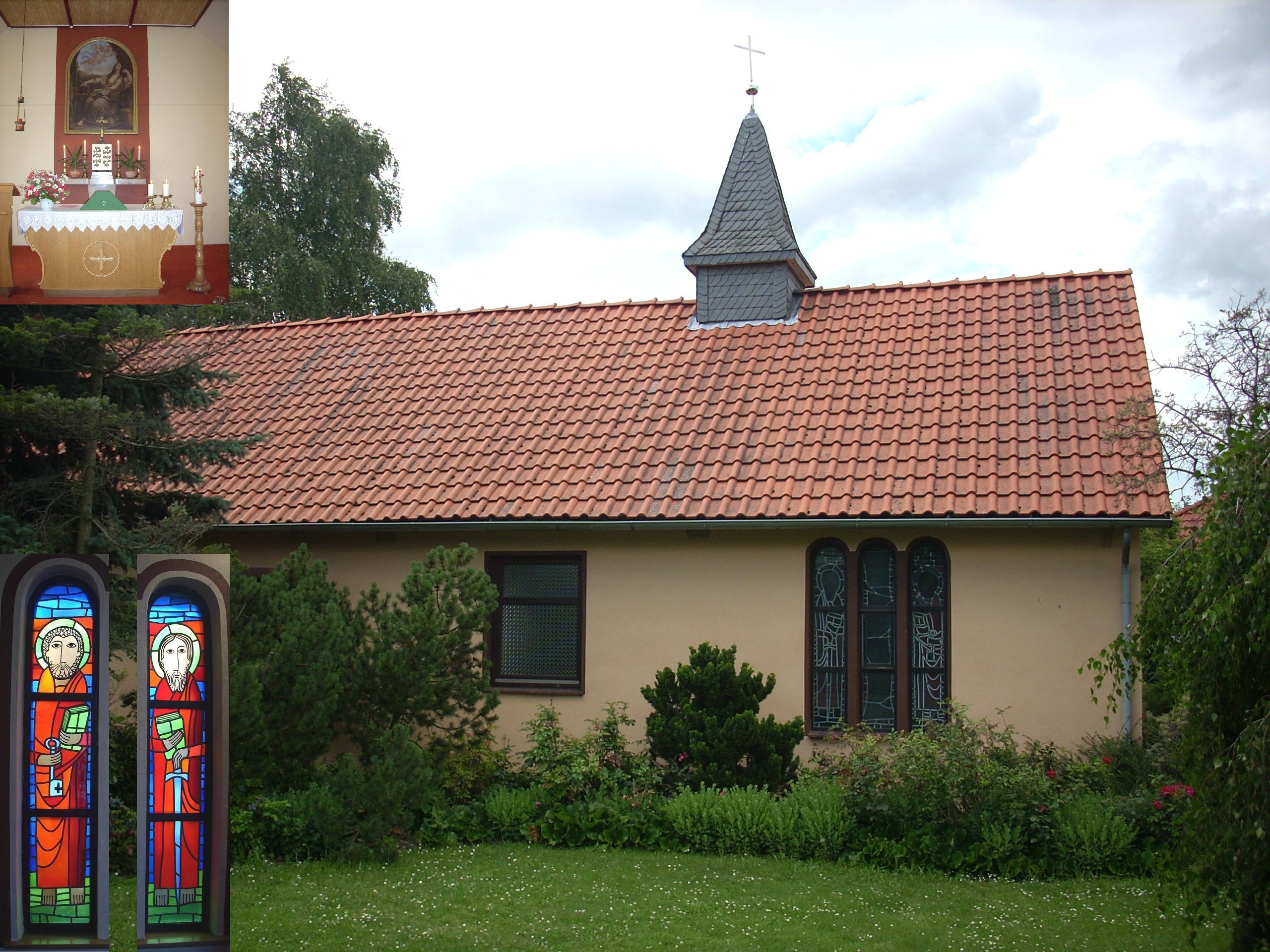
Capilla católica de Santa Magdalena

En Evern se encuentra la Capilla evangélica de San Jorge del siglo XIX. Siglo. En su lugar también estuvo la primera capilla de principios del siglo XII. Algunos pastores justifican la elección de este lugar en un significado espiritual especial en tiempos precristianos. Inicialmente, los pueblos vecinos de Haimar, Dolgen y Gilgen fueron parroquias después de Evern, pero en 1160 la sede de la parroquia se trasladó a Haimar.
El lunes de Pascua de 1955, se consagró la capilla católica de Santa Magdalena (Rethmarsche Straße 9), un edificio sólido con una torreta, que fue erigida y amueblada por alemanes de Europa que habían sido expulsados del este de Europa. La propiedad fue donada por la familia Achilles. En su casa señorial se han llevado a cabo hasta la fecha los servicios católicos en el pueblo. La capilla pertenecía a la parroquia de St. Maria en Sehnde. el 12 de septiembre de 2010, la capilla fue profanada por el vicario general Werner Schreer, por lo que ya no se realizan servicios en ella.
La capilla ha sido vendida y convertida en una residencia privada.

## Política
Evern fue un municipio independiente hasta la reforma del área municipal en 1974. Hoy es un distrito de la ciudad de Sehnde. Como casi todas las localidades del "Großes Freies", Evern también pertenecía al antiguo distrito de Burgdorf. En la década de 1960 hubo esfuerzos para fusionarse con las ciudades vecinas de Rethmar, Dolgen, Haimar y Harber para formar un municipio conjunto . En última instancia, sin embargo, la reforma del área municipal no dejó otra opción; los pueblos nunca alcanzaron la población mínima de 6.000. La fundación de una comunidad conjunta fracasó.
Hoy, Evern forma un consejo local conjunto con Dolgen y Haimar, el alcalde local es Konrad Haarstrich (CDU).

## Literatura
Werner Walkling, Hanover: libro de la familia Haimar, lugares Haimar, Evern y Dolgen, 660 páginas, tapa blanda, autoeditado, Hanover, 2014
Tour de Eberen 900 años Evern 1117-2017
Nuestra iglesia local Pastor Garbe

## desgloses
1. ZAHLEN – DATEN – FAKTEN. www.sehnde.de, abgerufen am 14. Juli 2022.
2. ↑ geschichtliche Entwicklung. www.sehnde.de, abgerufen am 7. April 2021.
3. ↑ Statistisches Bundesamt (Hrsg.): . W. Kohlhammer GmbH, Stuttgart und Mainz 1983, ISBN 3-17-003263-1, S. 223.
4. ↑ Ortsrat Dolgen-Evern-Haimar

- Datos: Q1382095
- Multimedia: Evern / Q1382095